# Marc Brenner
Marc Brenner (* 1973 in Backnang) ist ein deutscher freikirchlicher Theologe, Präses der Gemeinde Gottes Deutschland und Präsident der Vereinigung Evangelischer Freikirchen.

## Leben und Wirken
Marc Brenner absolvierte im väterlichen Betrieb von 1990 bis 1993 eine Ausbildung zum Gas- und Wasserinstallateur. Anschließend leistete er von 1993 bis 1994 seinen Zivildienst im Bereich "Mobile Pflege" bei der Arbeiterwohlfahrt in Backnang. 1995 gründete er sein eigenes Unternehmen im Bereich Grafikdesign und ist seitdem selbstständig tätig. Parallel zu seiner beruflichen Tätigkeit begann er 1995 ein Teilzeitstudium der Theologie am Europäischen Theologischen Seminar, das er im Jahr 2000 erfolgreich abschloss. Nach seinem Studium arbeitete er von 2001 bis 2003 als Zweiter Pastor der Gemeinde Gottes in Allmersbach im Tal, wo er 2003 die Position des leitenden Pastors übernahm, die er bis 2014 innehatte.
Von 2009 bis 2013 war Brenner Leiter des Arbeitsbereichs Ausland-Mission und Mitglied des Präsidiums der Gemeinde Gottes Deutschland. In dieser Zeit bekleidete er auch das Amt des Bundessekretärs, war Mitglied der Bundesgeschäftsführung und ist seit 2013 deren Präses. Darüber hinaus ist er seit 2014 Vorstandsmitglied der Vereinigung Evangelischer Freikirchen (VEF), seit 2017 stellvertretender Präsident und übernahm 2023 das Amt des Präsidenten der VEF.
Marc Brenner lebt mit seiner Frau Irene und den gemeinsamen drei Kindern in Allmersbach im Tal.